# Arbeitsbelastung

Belastung und Beanspruchung als mechanisches Modell

Unter Arbeitsbelastung versteht man alle Umwelteinflüsse, Anforderungen und Arbeitsbedingungen im Arbeitssystem, die auf den Organismus oder die Psyche einer Arbeitskraft als Belastung einwirken.

## Allgemeines
Jede Arbeit besteht aus Anforderungen und Belastungen; Anforderungen sind die positiven Herausforderungen der Aufgabe an das Personal. Sie ermöglichen der Arbeitskraft, ihre Erfahrungen, Fähigkeiten und Kenntnisse einzubringen und durch Arbeit weiterzuentwickeln (Learning by Doing). Belastungen dagegen sind Arbeitsbedingungen, die zu vermeiden sind, weil sie die Arbeit durch unnötige Fehlerkosten behindern können und negative Auswirkungen auf die Gesundheit der Arbeitsperson zur Folge haben. Physische Belastungen wirken von außen auf den Körper ein (etwa ein ungeheizter Arbeitsplatz im Winter), psychische kommen von außen auf den Menschen zu und wirken psychisch auf ihn (etwa Konflikte mit Kollegen).
Nach DIN EN ISO 6385:2016-12 Grundsätze der Ergonomie für die Gestaltung von Arbeitssystemen ist Arbeitsbelastung die „Gesamtheit der äußeren Bedingungen und Anforderungen im Arbeitssystem, die auf den physiologischen und/oder psychologischen Zustand einer Person einwirken“. Richtig dosierte Arbeitsbelastung fördert den arbeitenden Menschen; seinem Leistungsvermögen nicht ausreichend angepasste Belastung führt dagegen zur Fehlbelastung mit meist ungünstigen Folgen, auch für die Arbeitsqualität. Hieraus resultierende Fehlhandlungen beeinträchtigen den Arbeitsablauf.

## Arten der Belastungsfaktoren
Zu unterscheiden ist zwischen aufgabenbezogenen oder anderen Belastungen.
- Aufgabenbezogene Belastungen können durch Schwierigkeiten mit Arbeitsmitteln (beispielsweise Fehlbedienung des Personal Computer), Zeitdruck (etwa durch Häufung von Deadlines), Schichtarbeit, Arbeitsschwere (etwa Schwerstarbeit), fehlerhafte Delegation von Aufgaben durch Führungskräfte oder Probleme mit Kollegen oder Vorgesetzten entstehen. Auch zu hohe Anforderungen an Arbeitsvolumen oder Arbeitsqualität, widersprüchliche oder fehlende Arbeitsanweisungen oder unerwartete Störungen führen zu Belastungen.[3]
- Andere Belastungen sind beispielsweise die Arbeitsumgebung als das „räumliche Umfeld, von dem vor allem physikalische und chemische, aber auch unter anderem biologische (z. B. bakteriologische) Einflüsse auf den Menschen einwirken“,[4] mangelhafte Arbeitsorganisation, Betriebsklima, Führungsstil der Vorgesetzten, Konflikte in Familie oder mit Freunden, Interessenkonflikte mit der Aufgabe (ein Kernkraftgegner ist mit einem Kernkraftprojekt befasst) oder Angst vor dem Verlust des Arbeitsplatzes.[5]

Als gesundheitlich besonders belastend in so genannten Berufen mit hoher Arbeitsbelastung (englisch high strain jobs) gilt, wenn ein hohes Maß an Anforderungen und ein niedriges Ausmaß an Selbstkontrolle (im Sinne von eigenen Entscheidungen) zusammenfallen. Danach sind diejenigen Personen durch Arbeitsbelastung gesundheitlich gefährdet, an die permanent hohe Anforderungen gestellt werden, zum Beispiel durch Arbeitsverdichtung, während zugleich die Kontrolle und der Entscheidungsspielraum bei der Ausführung der Aufgaben eingeschränkt sind. Typische Beispiele sind Industriearbeiter am Fließband, Verkäufer im Supermarkt oder Beschäftigte in Call-Centern. An leitende Manager oder Ärzte im Krankenhaus werden ebenfalls hohe Arbeitsanforderungen gestellt, jedoch besitzen sie in der Regel größere Kontroll- und Entscheidungsspielräume.
Die Arbeitsbelastung fasst die Teilbelastungen aus der Arbeitsumgebung zusammen und umfasst wahrnehmbare und nicht wahrnehmbare Faktoren. Quantifizierbare Teilbelastungen werden als Belastungsgrößen bezeichnet. Nur qualitativ erfassbare Teilbelastungen bezeichnet man als Belastungsfaktoren. Belastung ist dabei eine Einwirkungsgröße und Beanspruchung eine Auswirkungsgröße. Das Bild zeigt diesen Zusammenhang. Die Höhe der Beanspruchung hängt nach diesem Modell nicht allein von der Höhe der Belastung und ihrer Einwirkungsdauer, sondern auch von den individuellen Eigenschaften, Fähigkeiten und Fertigkeiten der Arbeitsperson ab. Das bedeutet,
- die gleiche Belastung kann bei unterschiedlichen Personen zu unterschiedlich hohen Beanspruchungen führen und
- eine zeitabhängige Verschlechterung der für die Ausführung der Arbeit wichtigen Eigenschaften (Ermüdung) hat eine Zunahme der Beanspruchung bei gleich bleibender Belastung und derselben Person zur Folge.[6]

## Rechtsfragen
Die Arbeitsbelastung ist mittelbarer Gegenstand des Arbeitsschutzgesetzes (ArbSchG). Aus diesem Gesetz ergibt sich unter anderem die Pflicht des Arbeitgebers zur Gefährdungsbeurteilung von Arbeitsprozessen. Mit angemessener Prävention, Wirksamkeitskontrolle und Dokumentation ist sicherzustellen, dass Belastung durch Arbeit keine körperlichen und psychischen Schäden verursacht. Nach § 4 ArbSchG hat der Arbeitgeber bei Maßnahmen des Arbeitsschutzes unter anderen davon auszugehen, dass die Arbeit so zu gestalten ist, dass eine Gefährdung für das Leben sowie die physische und die psychische Gesundheit möglichst vermieden und die verbleibende Gefährdung möglichst gering gehalten wird. Zudem sind Maßnahmen mit dem Ziel zu planen, Technik, Arbeitsorganisation, sonstige Arbeitsbedingungen, soziale Beziehungen und Einfluss der Umwelt auf den Arbeitsplatz sachgerecht zu verknüpfen. Eine Gefährdung kann sich gemäß § 5 Abs. 3 ArbSchG insbesondere ergeben durch die Gestaltung und die Einrichtung der Arbeitsstätte und des Arbeitsplatzes, physikalische, chemische und biologische Einwirkungen, die Gestaltung, die Auswahl und den Einsatz von Arbeitsmitteln, insbesondere von Arbeitsstoffen, Maschinen, Geräten und Anlagen sowie den Umgang damit, die Gestaltung von Arbeits- und Fertigungsverfahren, Arbeitsabläufen und Arbeitszeit und deren Zusammenwirken, unzureichende Qualifikation und Unterweisung der Beschäftigten oder psychische Belastungen bei der Arbeit.
Im Tarifvertrag über das Entgelt-Rahmenabkommen (ERA-TV) geht die Arbeitsbelastung als eigene Säule in die Entgeltermittlung ein. Demnach gliedert sich das Arbeitsentgelt in ein Grundentgelt (bemessen aus den Arbeitsanforderungen), ein Belastungsentgelt und ein Leistungsentgelt. Dabei werden nur Belastungen, die über eine mittlere Belastung hinausgehen, über die Belastungszulage abgegolten. Damit wird auch im Entgelt ein Anreiz gesetzt, ungünstige Belastungen durch Arbeitsstrukturierung abzubauen, anstatt für sie Monat für Monat zu bezahlen.

## Ursachen und Beurteilung
Die Arbeitsbelastung nimmt zu bei Erhöhung der Arbeitsintensität, Arbeitsverdichtung, Arbeitszeit (Überstunden), verstärktem Termindruck, Konkurrenz unter Mitarbeitern sowie bei Überforderung oder Unterforderung und Überbeschäftigung und Unterbeschäftigung. Die Arbeitsbelastung fällt je nach Phase in der Arbeitskurve unterschiedlich aus. Sie ist am Morgen und nach Arbeitspausen am geringsten.
Bei Leistungsbeurteilungen, Mitarbeiterbewertungen oder dienstlichen Beurteilungen ist die Belastbarkeit häufig ein Beurteilungskriterium. Dieser Soft skill misst die physischen und psychischen Ressourcen, die eine Person mobilisieren kann, um auf objektiv einwirkende Stressoren zu reagieren. Belastbarkeit bedeutet, dass bei besonders hoher Arbeitsbelastung (etwa bei Unterbesetzung/Überbesetzung, Zeit- oder Termindruck) eine Arbeitsperson imstande ist, ihre übliche Arbeitsleistung ohne Beeinträchtigungen zu bewältigen und dabei Resilienz beweist.

## Folgen
Besondere, temporäre Arbeitsbelastungen können zu Belohnungen wie besonderen Erholungszeiten (Sonderurlaub) oder, in Abhängigkeit von Art und Höhe, zu Bonuszahlungen oder Belastungszulagen (etwa Auslandszulage) führen.
Die Arbeitsbeanspruchung ist die personenbezogene Auswirkung der Arbeitsbelastung aus einer Arbeitstätigkeit auf die Arbeitskraft. Diese Auswirkung kann sich unter anderem als Arbeitsleid, jedenfalls abnehmende Arbeitszufriedenheit, Burn-out, höhere Fehlerquote, Stress, Schlafstörungen oder Tinnitus zeigen.